# Грубська сільська рада
Грубська сільська рада — колишня адміністративно-територіальна одиниця та орган місцевого самоврядування у Ходорківському і Коростишівському районах Бердичівської і Волинської округ, Київської та Житомирської областей Української РСР з адміністративним центром у селі Грубське.

## Населені пункти
Сільській раді на час ліквідації були підпорядковані населені пункти:
- с. Грубське
- с. Старий Тартак
- с. Струцівка
- х. Гале Болото

## Історія та адміністративний устрій
Створена 1923 року в складі сіл Грубське, Струцівка та хутора Гале Болото Ходорківської волості Сквирського повіту Київської губернії. 7 березня 1923 року увійшла до складу новоствореного Ходорківського району Бердичівської округи. 17 червня 1925 року, відповідно до постанови ВУЦВК та РНК УССР «Про адміністраційно-територіяльне переконструювання Бердичівської й суміжних з нею округ Київщини, Волині й Поділля», внаслідок ліквідації Ходорківського району, сільська рада увійшла до складу Коростишівського району Житомирської (згодом — Волинська) округи.
Станом на 31 січня 1928 року в складі ради числяться хутори Новий Тартак та Старий Тартак, станом на 1 жовтня 1941 року, хутори Вейгер-гора та Лиса Гора; х. Новий Тартак не перебуває на обліку населених пунктів, станом на 1 вересня 1946 року хутори Вейгер-гора та Лиса Гора не перебувають на обліку.
Станом на 1 вересня 1946 року сільська рада входила до складу Коростишівського району Житомирської області, на обліку в раді перебували села Грубське, Старий Тартак та Струцівка.
5 березня 1959 року, відповідно до рішення Житомирського облвиконкому № 161 «Про ліквідацію та зміну адміністративно-територіального поділу окремих сільських рад області», територію та населені пункти сільської ради приєднано до складу Щигліївської сільської ради Коростишівського району Житомирської області.